# Flughafen Gaborone

i8
i11
i13
Der Internationale Flughafen Sir Seretse Khama  (kurz SSKA, englisch Sir Seretse Khama International Airport, IATA-Code: GBE, ICAO-Code: FBSK) ist der Flughafen der botswanischen Hauptstadt Gaborone. Sein Name verweist auf den ersten Präsidenten des Landes Sir Seretse Khama. Er liegt 15 Kilometer nördlich der Stadt und ist Heimatbasis der Air Botswana.
Der Flughafen ist mit rund 453.000 Passagieren (Stand 2018/19) der betriebsamste des Landes. Mit knapp 16.500 Flugbewegungen pro Jahr (Stand 2018/19) liegt er auf dem zweiten Platz nach dem Flughafen Maun.

## Fluggesellschaften und Verbindungen
Der Flughafen wird von den Fluggesellschaften Air Botswana, South African Express, Ethiopian Airlines (seit Oktober 2016) und Qatar Airways (seit Dezember 2019) im Linienverkehr bedient. Zudem sind am Flughafen drei Charterfluggesellschaften beheimatet. Verbindungen bestehen innerhalb Botswanas sowie nach Harare in Simbabwe, Johannesburg in Südafrika, Windhoek in Namibia, Addis Abeba in Äthiopien und Doha in Qatar.

## Zwischenfälle
- Am 11. Oktober 1999 startete ein Pilot der Air Botswana eine ATR 42-320 der Air Botswana (Luftfahrzeugkennzeichen A2-ABB) und steuerte das entwendete Flugzeug, alleine fliegend, am Flughafen Gaborone absichtlich auf die verbliebenen zwei Exemplare desselben Typs, die leer auf dem Rollfeld abgestellt waren und ebenfalls zerstört wurden (A2-ABC, A2-AJD). Zuvor hatte er circa zwei Stunden über den Flugplatz gekreist und gefordert, u. a. mit Präsident Festus Mogae verbunden zu werden, der sich allerdings im Ausland befand. Beim Aufprall kam der Pilot ums Leben.[3]